# Eugnosta synaetera
Eugnosta synaetera es una especie de polilla de la tribu Cochylini, familia Tortricidae.
Fue descrita científicamente por Razowski & Becker en 1994.

## Distribución
Se encuentra en Brasil (Santa Catarina y Goiás).